# I Am Your Gummy Bear
I Am Your Gummy Bear (en español "Yo soy tu gominola") es el álbum de estudio debut del artista animado alemán Osito Gominola. Fue lanzado el 13 de noviembre de 2007 a través de Gummybear International. Contiene 20 canciones interpretadas por Gummibär, incluida " I'm a Gummy Bear ", con mucho, la canción más conocida del grupo.

## Lista de pistas
Todas las canciones representan el personaje en si.

| I Am Your Gummy Bear – Edición Estándar |                                                                     |             |          |  |
| N.º                                     | Título                                                              | Producer(s) | Duración |  |
| 1.                                      | «Yo soy tu gominola»                                                |             | 3:12     |  |
| 2.                                      | «Funny DJ/Daddy DJ»                                                 |             | 3:51     |  |
| 3.                                      | «I'm a Scatman/Scatman (Ski-Ba-Bop-Ba-Dop-Bop)»                     |             | 3:51     |  |
| 4.                                      | «Cho Ka Ka O»                                                       |             | 3:10     |  |
| 5.                                      | «Touch Me (Gummibär)/Touch Me (All Night Long)»                     |             | 3:19     |  |
| 6.                                      | «Gummy From Bom Bom Bay»                                            |             | 3:23     |  |
| 7.                                      | «Itsi Bitsy Bikini/Itsy Bitsy Teenie Weenie Yellow Polkadot Bikini» |             | 2:36     |  |
| 8.                                      | «Jodl Jodl Dance»                                                   |             | 3:04     |  |
| 9.                                      | «I'm Blue/Blue (Da Ba Dee)»                                         |             | 4:02     |  |
| 10.                                     | «Dein Popo»                                                         |             | 3:12     |  |
| 11.                                     | «Don't Do That»                                                     |             | 3:04     |  |
| 12.                                     | «Le Mambo Du Decalco»                                               |             | 3:27     |  |
| 13.                                     | «Buj Buj Polka»                                                     |             | 3:08     |  |
| 14.                                     | «Do You Think I'm Sexy?»                                            |             | 2:13     |  |
| 15.                                     | «Funny Bear (Goodnight Mix)»                                        |             | 0:57     |  |